# سومیتومو رایکو
سومیتومو رایکو (انگلیسی: Sumitomo Riko) شرکت لاستیک‌سازی ژاپنی است، که در سال ۱۹۲۹ تأسیس شد.